# Typhaeus typhoeoides
Typhaeus typhoeoides is een keversoort uit de familie mesttorren (Geotrupidae). De wetenschappelijke naam van de soort werd in 1852 gepubliceerd door Léon Marc Herminie Fairmaire.